# Anapleus jelineki
Anapleus jelineki är en skalbaggsart som beskrevs av Olexa 1982. Anapleus jelineki ingår i släktet Anapleus och familjen stumpbaggar. Inga underarter finns listade i Catalogue of Life.